# Douglas Neil Wimberley
Douglas Neil Wimberley, britanski general, * 1896, † 1983.